# Mammillaria standleyi
Mammillaria standleyi (укр. Мамілярія Стендлі) — сукулентна рослина з роду мамілярія (Mammillaria) родини кактусових (Cactaceae).

## Історія

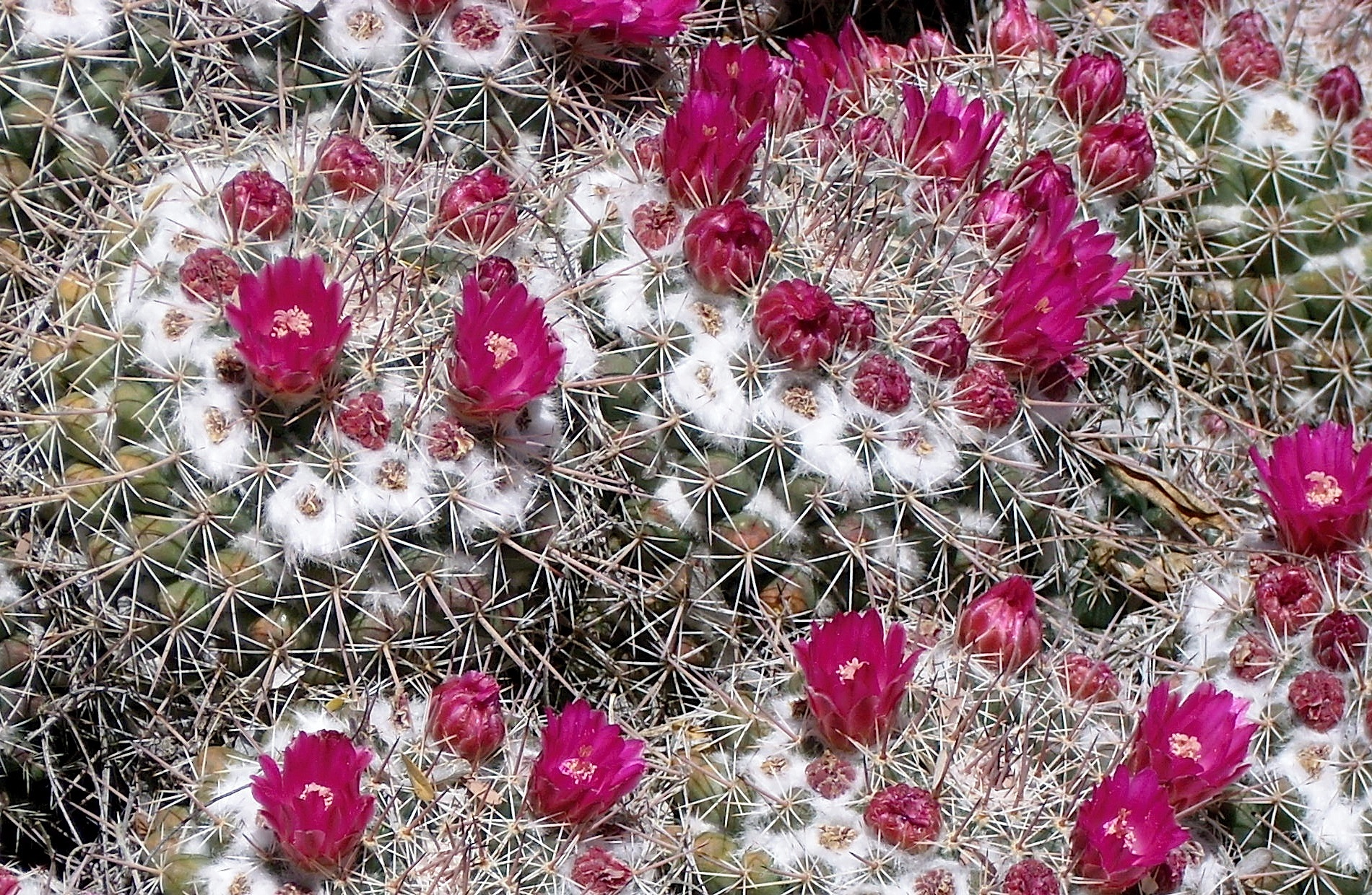
Квітуча Mammillaria standleyi в, Тусон, Аризона

Вид вперше описаний американськими ботаніками Натаніелєм Лордом Бріттоном (англ. Nathaniel Lord Britton, 1859—1934) і Джозефом Нельсоном Роузом (англ. Joseph Nelson Rose, 1862—1928) у 1923 році у їх монографії англ. «The Cactaceae; descriptions and illustrations of plants of the cactus family» як Neomammillaria scrippsiana. У 1926 році американський ботанік Чарльз Рассел Оркатт (англ. Charles Russell Orcutt, 1864—1929) включив цей вид до роду мамілярія.

## Етимологія
Видова назва дана на честь американського ботаніка Пола Карпентера Стендлі.

## Ареал і екологія
Mammillaria standleyi є ендемічною рослиною Мексики. Ареал розташований у штатах Сонора, Чіуауа і Сіналоа. Рослини зростають на висоті від 500 до 1750 метрів над рівнем моря на кам'янистих схилах, в передгірних колючих скребах, в низькорослих сухих лісах і в сосново-дубових лісах разом з Mammillaria gueldemanniana.

## Морфологічний опис

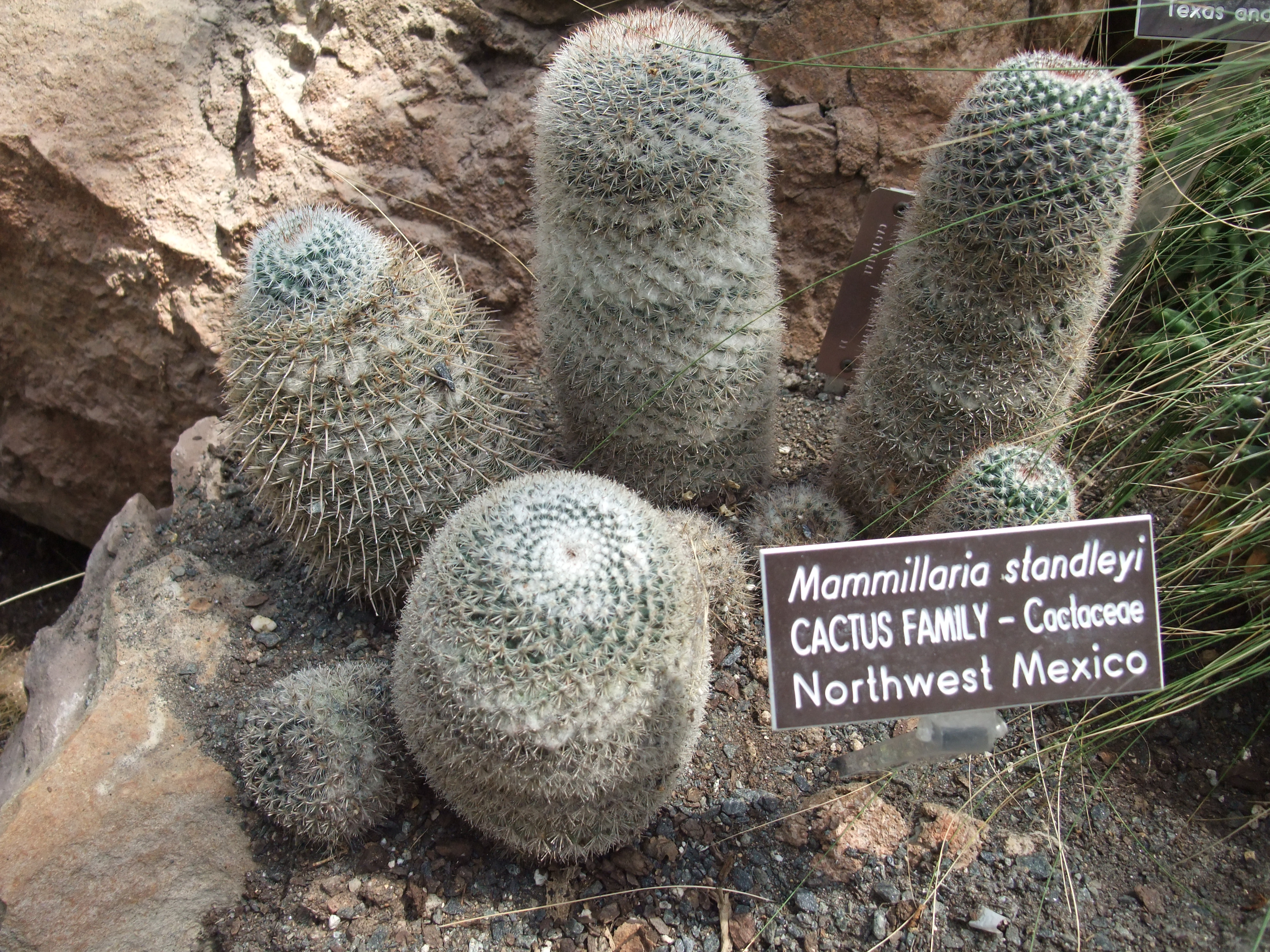

| Орган              | Опис                                                                            |
| Рослини            | зазвичай поодинокі, але час від часу формують великі зарості.                   |
| Коріння            |                                                                                 |
| Стебло             | здавлено-кулясте, до 10 см в діаметрі.                                          |
| Епідерміс          | блідо-зелений.                                                                  |
| Маміли             | тверді, конічні, кілевидні, з молочним соком.                                   |
| Ареоли             |                                                                                 |
| Аксили             | молоді з пухом, згодом з п'ятьма-сімома білими щетинками.                       |
| Центральні колючки | 4, червонувато-коричневого кольору, вертикальні, завдовжки 5-9 мм.              |
| Радіальні колючки  | 16, трохи розчепирені, білі з темнішими кінцями, завдовжки 4-8 мм.              |
| Квіти              | воронкоподібні, багрянисто-червоного відтінку, до 12 мм завдовжки і в діаметрі. |
| Бутони             |                                                                                 |
| Зовнішні пелюстки  |                                                                                 |
| Внутрішні пелюстки |                                                                                 |
| Тичинки            |                                                                                 |
| Маточка            |                                                                                 |
| Плоди              | булавоподібні, яскраво-червоні, завдовжки 12-16 мм.                             |
| Насіння            | коричневе.                                                                      |

## Чисельність, охоронний статус та заходи по збереженню
Mammillaria standleyi входить до Червоного списку Міжнародного союзу охорони природи видів, з найменшим ризиком (LC). Вид широко поширений. Відомих істотних загроз не відомо.
Mammillaria standleyi зустрічається на природоохоронній території Сьєрра-де-Аламос.
Охороняється Конвенцією про міжнародну торгівлю видами дикої фауни і флори, що перебувають під загрозою зникнення (CITES).

## Використання та торгівля
Цей вид культивується.

## Таксономія
Mammillaria standleyi є дуже різноманітним видом. Він утворює комплекс споріднених видів разом з Mammillaria canelensis, Mammillaria hertrichiana, Mammillaria miegiana, Mammillaria montana, Mammillaria movensis, Mammillaria sonorensis, Mammillaria tesopacensis, і ще декількома. Досі незрозуміло, чи є цей змінний комплекс з одним або декількома видами.